# Troy Grove
Troy Grove is een plaats (village) in de Amerikaanse staat Illinois, en valt bestuurlijk gezien onder La Salle County.

## Demografie
Bij de volkstelling in 2000 werd het aantal inwoners vastgesteld op 305. In 2006 is het aantal inwoners door het United States Census Bureau geschat op eveneens 305.

## Geografie
Volgens het United States Census Bureau beslaat de plaats een oppervlakte van 1,8 km², geheel bestaande uit land. Troy Grove ligt op ongeveer 204 m boven zeeniveau.

## Plaatsen in de nabije omgeving
De onderstaande figuur toont nabijgelegen plaatsen in een straal van 16 km rond Troy Grove.

## Geboren
- Wild Bill Hickok (1837-1876), legendarisch figuur uit het Wilde Westen en pokerspeler